# Eivinas Zagurskas
Eivinas Zagurskas (ur. 9 września 1989 w Kiejdanach) – litewski piłkarz grający na pozycji pomocnika. Zawodnik klubu UMF Snæfell. Trzykrotny reprezentant Litwy do lat 17 i 19, dziewięciokrotny reprezentant kraju do lat 21. 14 czerwca 2011 roku zagrał także w jednym spotkaniu seniorskiej reprezentacji B swojego kraju, w którym zdobył bramkę. Właścicielem karty zawodniczej Zagurskasa jest Nielba Wągrowiec.
W latach 2005–2006 reprezentował kluby z niższych lig litewskich. W 2007 roku zadebiutował w barwach klubu FC Vilnius, w którym rozegrał 11 spotkań w rozgrywkach litewskiej A lygi i zdobył 2 bramki. Reprezentował ten klub także w kolejnym sezonie, gdy został on zdegradowany do I lygi. W rozgrywkach tych Zagurskas wystąpił w 13 spotkaniach, w których zdobył 1 bramkę. W sezonie 2009 został zawodnikiem klubu Sūduva Mariampol. Rozegrał 22 spotkania ligowe, w których nie strzelił żadnej bramki. Wraz z klubem zdobył także puchar i superpuchar kraju. Zadebiutował również w rozgrywkach Ligi Europy UEFA, w których wystąpił w dwóch meczach przeciwko duńskiemu Randers FC. W lutym 2010 roku podpisał półtoraroczny kontrakt z drugoligową wówczas Nielbą Wągrowiec. W ciągu pół roku rozegrał 15 spotkań ligowych, w których zdobył jedną bramkę. 16 lipca 2010 roku podpisał roczny kontrakt z zespołem GKS Bogdanka. W barwach tego klubu wystąpił w 16 spotkaniach rozgrywek I ligi, w których zdobył 1 bramkę. Zagrał także w 1 meczu Pucharu Polski i 7 meczach rezerw lubelskiego klubu. W lipcu 2011 roku podpisał kontrakt z Wisłą Płock. W 2013 roku odszedł do Paniliakosu.